# Белвју (Вашингтон)
Белвју (енгл. Bellevue) град је у америчкој савезној држави Вашингтон. По попису становништва из 2010. у њему је живело 122.363 становника.

## Демографија
Према попису становништва из 2010. у граду је живело 122.363 становника, што је 12.794 (11,7%) становника више него 2000. године.
|                   | 2010.            | 2000.            |
| Укупно            | 122 363 (100,0%) | 109 569 (100,0%) |
| Белци             | 72 397 (59,17%)  | 78 698 (71,83%)  |
| Азијати           | 33 743 (27,58%)  | 19 056 (17,39%)  |
| Хиспаноамериканци | 8 545 (6,983%)   | 5 827 (5,318%)   |
| Остали            | 4 863 (3,974%)   | 3 805 (3,473%)   |
| Афроамериканци    | 2 815 (2,301%)   | 2 183 (1,992%)   |

## Партнерски градови
- Лијепаја